# Jack Dempsey

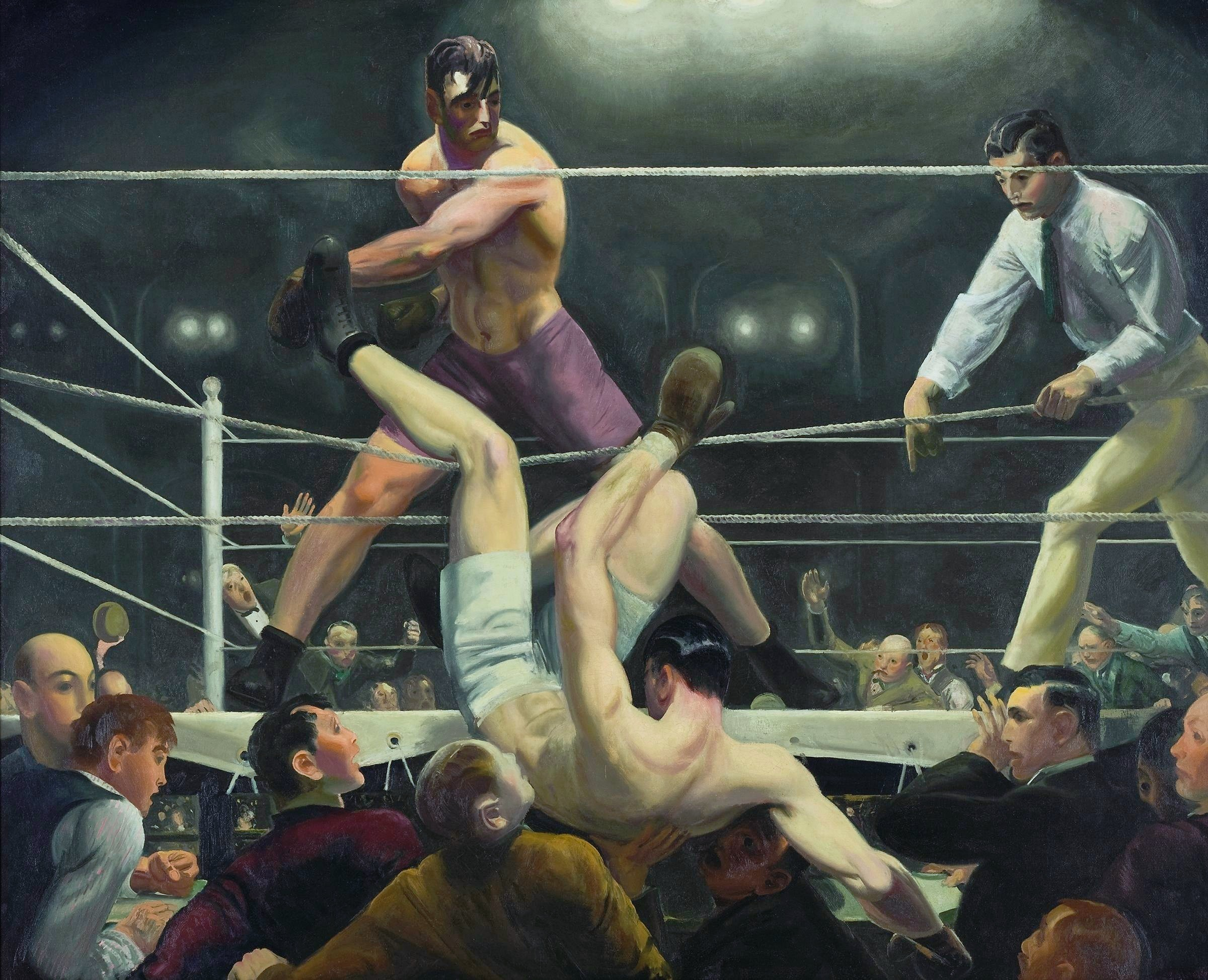
George Bellows: Dempsey vs Firpo (1924)

Jack Dempsey (auch The Manassa Mauler; * 24. Juni 1895 in Manassa, Colorado als William Harrison Dempsey; † 31. Mai 1983 in New York City) war ein US-amerikanischer Boxer und zwischen 1922 und 1926 unumstrittener Schwergewichts-Boxweltmeister.

## Profikarriere

### Vor dem Titelgewinn
Dempsey bestritt sein Profidebüt 1914 und boxte in den ersten zwei Jahren fünf Mal Unentschieden, gegen Jack Downey verlor er nach Punkten. 1917 ging er gegen „Fireman“ Jim Flynn (38 Siege, 27 Niederlagen), der seine letzten fünf Kämpfe verloren hatte, gleich in der ersten Runde K. o. Ein einziger linker Haken sorgte dafür, dass Dempsey dreißig Sekunden am Boden blieb.
Sein Manager war von 1917 bis 1923 Jack „Doc“ Kearns, der ihn nach der irischen Mittelgewichtslegende „Jack“ Dempsey und nach seiner Geburtsstadt „Manassa Mauler“ benannte und ihn auf Erfolg trimmte. Er gewann den Rückkampf mit Flynn ebenfalls in der ersten Runde und besiegte Gunboat Smith, Fred Fulton und den Halbschwergewichtler Battling Levinsky.
Dempsey schlug den sehr respektierten Halbschwergewichtler Billy Miske (laut so genannten „Newspaper Decision“ nach Punkten, offiziell wurde der Kampf nicht gewertet), einmal knapp, einmal deutlicher, war aber gegen ihn nach eigenem Bekunden auch angeschlagen. Er diente nicht im Ersten Weltkrieg und wurde deshalb später oft als Drückeberger beschimpft. Der einzige Gegner, der ihn unter Kearns Ägide schlagen konnte, war Willy Meehan, der ihn 1917 und 1918 zweimal in vierrundigen Kämpfen nach Punkten besiegte. Er konnte Meehan in fünf Begegnungen nur einmal schlagen (zwei Niederlagen, zwei Unentschieden).

### Weltmeisterschaft
Sein Titelgewinn gegen den sehr großen, aber eindimensionalen Jess Willard 1919 wurde von der Tatsache überschattet, dass Jack Dempsey nach der ersten Runde und sechs Niederschlägen den Ring verlassen hatte, was den Regeln gemäß eigentlich als Aufgabe galt. Er sagte dazu, dass er dachte, er hätte bereits gewonnen. Der Kampf wurde jedoch wieder aufgenommen. Dempsey schaffte keinen Niederschlag in der zweiten Runde, gewann aber durch K. o. in der Dritten.
In einem dritten Kampf war er der Erste und Einzige, der Billy Miske, der allerdings an einer Nierenkrankheit litt, durch K. o. besiegte. Auch Bill Brennan schlug er K. o.
Bei Sparringskämpfen gegen den Mittelgewichtler Harry Greb vor mehreren tausend Zuschauern hatte Jack Dempsey größte Probleme, so dass Greb von Manager Kearns aus dem Training herauskomplimentiert wurde und nie einen Titelkampf erhielt, dafür aber der relativ unbekannte Tommy Gibbons, der gegen Greb verloren hatte.
Seine Kämpfe gegen den französischen Halbschwergewichtler Georges Carpentier, der im Krieg ausgezeichnet worden war und als Gegenpol zu Dempsey vermarktet wurde, und den Argentinier Luis Firpo vor 80.000 Zuschauern, wurden erstmals groß über Radio vermarktet.
Nach dem Kampf zerstritt er sich 1923 wegen vermeintlicher Unterschlagungen mit Kearns und wurde nur noch von Promoter Tex Rickard vermarktet, der nachweislich alle führenden Journalisten dafür bezahlte, dass sie Loblieder auf Dempsey anstimmten.
Er mied alle schwarzen Boxer, wie unter anderem Sam Langford und Harry Wills, der Firpo auch klar geschlagen hatte. Die meisten seiner Kämpfe waren Schaukämpfe, ernsthafte Titelverteidigungen machte er kaum, denn damals gab es keine Pflichtverteidigungen.
Er verlor seinen Titel schließlich vor 144.000 Zuschauern 1926 gegen Gene Tunney in Philadelphia nach Punkten. Tunney hatte ebenfalls Carpentier geschlagen und anders als Dempsey auch Gibbons vorzeitig besiegt. Die Distanz war, bis auf ihren Rückkampf einmalig in der Boxgeschichte, auf nur zehn Runden angesetzt. Seiner Frau sagte er: „Schatz, ich hab vergessen auszuweichen.“ („Honey, I forgot to duck.“).
Bei einem Nichttitelkampf gegen Jack Sharkey, der auch Wills geschlagen hatte, hatte er große Probleme, bis ihm in der siebten Runde infolge eines vermeintlichen Tiefschlags noch der K. o. gelang.
Der Rückkampf gegen Tunney im September 1927 vor 104.943 Zuschauern im Soldier Field, Chicago, den er ebenfalls verlor, wurde dadurch berühmt, dass Dempsey, dem ein Niederschlag geglückt war, nicht in die neutrale Ecke ging, der Ringrichter wartete erst ab, bis er dies getan hatte, bevor er mit der Zählung begann. Der Kampf ging daher als „The Long Count“ in die Geschichtsbücher ein. Tunney hatte Dempsey ebenfalls auf den Boden gebracht.

## Sonstiges

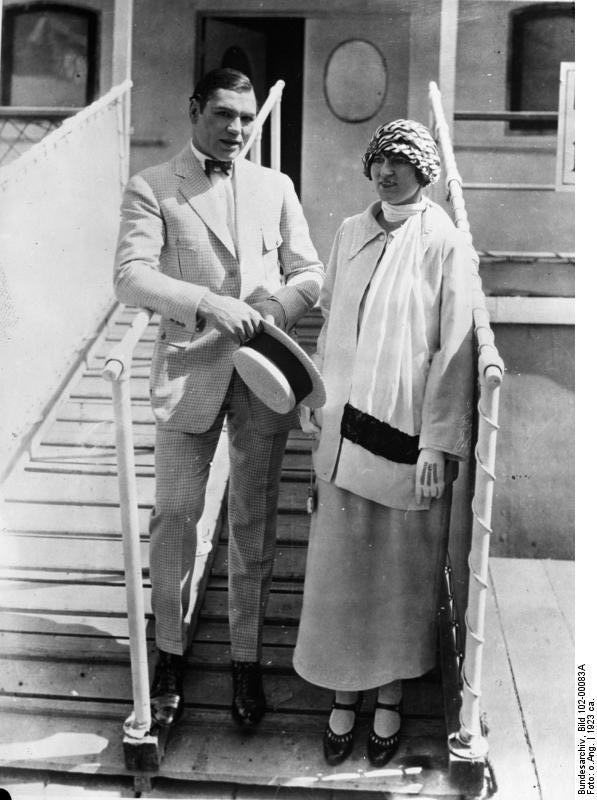
Jack Dempsey mit Schwester (1923)

Dempsey war viermal verheiratet. Seine erste Ehe dauerte von 1916 bis 1919. 1925 heiratete er Estelle Taylor, die als Stummfilmstar Hollywoods zu den schönsten Frauen der 1920er-Jahre zählte. Die Ehe wurde 1930 geschieden. Danach war er von 1933 bis 1943 verheiratet. Seine letzte Ehe dauerte von 1958 bis zu seinem Tode.
1933 trat er als Promoter in der Komödie Der Boxer und die Lady auf.
Noch 1950, also zur Glanzzeit von Sugar Ray Robinson wurde Dempsey bei einer Journalistenumfrage der Associated Press zum besten Boxer der ersten Jahrhunderthälfte gewählt. Schon zu seiner aktiven Zeit war Dempsey etwa so populär wie Babe Ruth, Red Grange, Tennisstar Bill Tilden und Bobby Jones. Er trug erheblich dazu bei, Boxen zum globalen Massenvergnügen zu machen.
1990 wurde Dempsey in die International Boxing Hall of Fame aufgenommen.
Jack Dempsey war ein Mitglied im Bund der Freimaurer (Kenwood Lodge No. 800).

## Trivia
Aufgrund seines relativ aggressiven Verhaltens heißt der Schwarzgebänderte Buntbarsch im englischen Sprachraum Jack Dempsey.